# Fabienne Wohlwend
Fabienne Wohlwend (Vaduz, Liechtenstein, 7 de noviembre de 1997), es una piloto de automovilismo liechtensteiniana.

## Carrera

### Fórmula 4
Wohlwend ingresó a las carreras de autos en 2016, después de haber tenido éxito en el karting juvenil en Liechtenstein y Suiza. Debutó en el Campeonato de Italia de F4 con Aragón Racing, antes de pasar a mitad de temporada a  Fórmula DR. No se clasificó para la final en el primera ronda en  Misano (la serie tuvo un formato único para dicha ronda después de que 41 autos ingresaron a un circuito con una capacidad de 36) y, después de que se abandonó el sistema de carrera de clasificación, no obtuvo ninguna puntuación puntos durante el transcurso de la temporada - su mejor resultado fue un puesto 11 en la carrera final de t La temporada en  Monza. Ser la única mujer que compite en ese campeonato, ganó la categoría del Trofeo Femenino sin oposición.

### Copa Audi Sport TT
Se mudó a los autos deportivos para 2017, solicitando con éxito la Audi Sport TT Cup. Su mejor resultado del octavo lugar fue en su primera carrera en la categoría en el Hockenheimring, y el Liechtensteiner terminó la temporada 11 en la clasificación.

### Ferrari Challenge
Wohlwend combinó su candidatura a la Audi Sport TT Cup con una campaña parcial en el Campeonato de Europa Ferrari Challenge. Compitiendo en la clase Coppa Shell de nivel amateur, esta campaña tuvo más éxito; de sus seis carreras, anotaría dos poles, cuatro podios y una victoria en  Imola, convirtiéndose en la primera mujer en ganar una carrera absoluta para la marca Ferrari . Wohlwend también compitió en el final de temporada del Ferrari Challenge   Finali Mondiali  en el  Mugello, terminando tercero en la clase Coppa Shell tras beneficiarse de un controvertido pase sobre Manuela Gostner.
Con la desaparición de la Audi TT Cup, Wohlwend permaneció en el Ferrari Challenge; sin embargo, dio el paso a la clase Pro-Am de la división Trofeo Pirelli. En una temporada plagada de inconsistencias , ganó tres de las catorce carreras - una en el Circuit de Spa-Francorchamps y las otras dos en el Circuito Mundial de Misano y terminó segunda en el campeonato detrás del británico Chris Froggatt. Regresó al evento Finali Mondiali para  2018 y ganó la clase Pro-Am de la carrera Trofeo Pirelli - convirtiéndose, en una técnica lity, la primera campeona mundial femenina sobre cuatro ruedas.
Para 2019, Wohlwend volvió a competir en la división Trofeo Pirelli de Ferrari Challenge, esta vez como piloto Pro. Esta campaña consistió en los eventos del  Valencia, Imola y Mugello - con un mejor resultado del 4º puesto en la  Final mundial. Regresó en 2020 para una campaña completa planificada, consiguiendo la pole position en la primera carrera en Imola antes de sufrir una falla en la bomba de combustible en la última vuelta. En campo reducido d debido al coronavirus, mantuvo apariciones constantes en el podio, pero las victorias resultaron difíciles de alcanzar y, finalmente, se perdió tres carreras en dos eventos debido a problemas mecánicos. Finalmente logró la elusiva victoria en la penúltima carrera de la temporada en Misano antes de seguirla con un segundo lugar en la Finali Mondiali, su tercer podio en la Finali en cuatro intentos.

### W Series

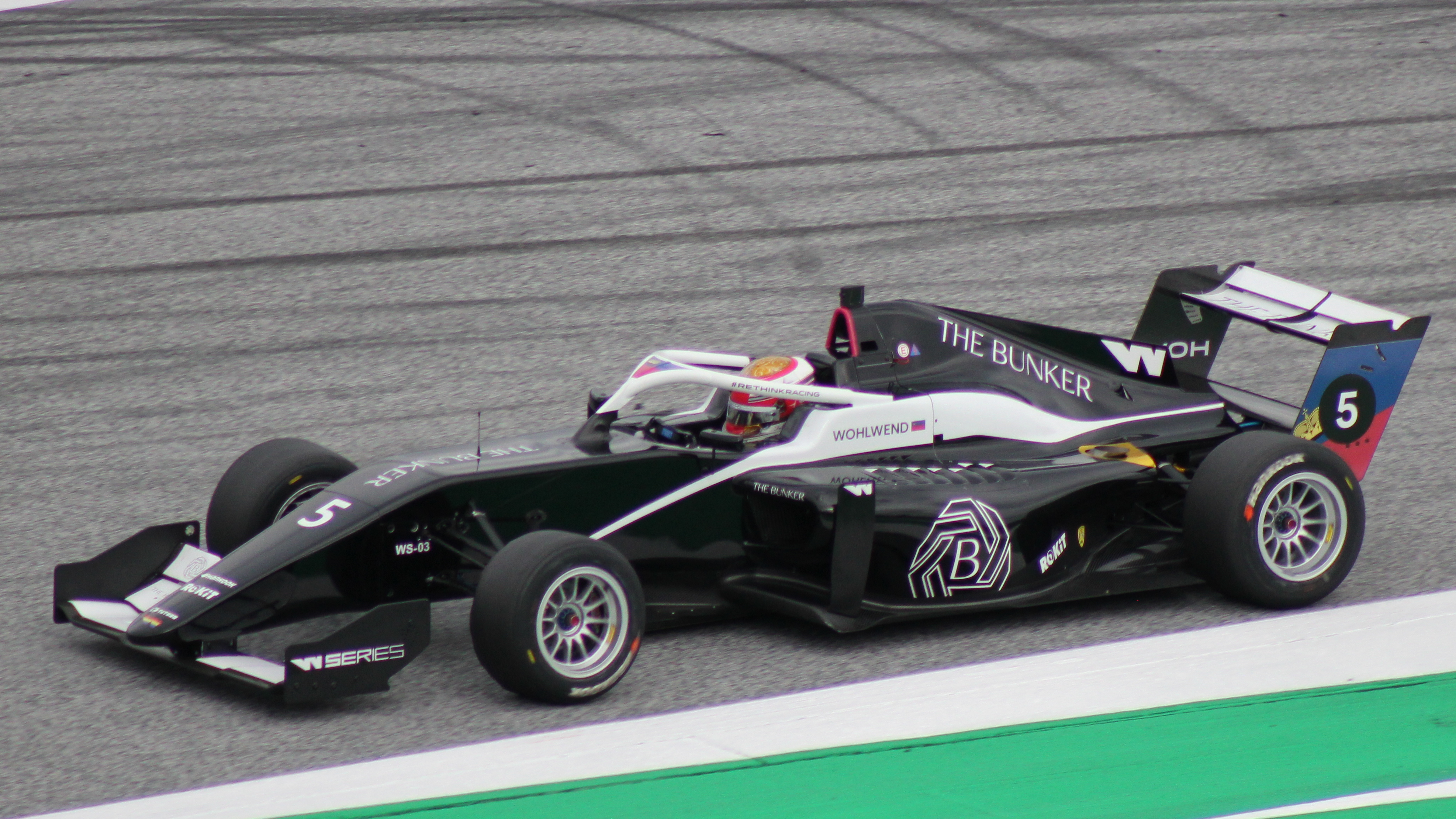
Wohlwend compitiendo en la segunda ronda de la temporada 2021 de W Series.

En 2019 regresó a las carreras de ruedas abiertas, después de haberse clasificado para las W Series, un campeonato de Fórmula 3 exclusivamente para mujeres. Compitiendo contra pilotos en su mayoría profesionales por primera vez, terminó sexta y séptima en las primeras rondas en Hockenheim y  Zolder, habiéndose clasificado en la primera fila en el primero. En la tercera ronda de Misano, consiguió la segunda pole position para un liechtensteino en un abierto sancionado por la FIA -wheel racing, un resultado que convirtió en un podio. Terminó cuarta por delante de una dura carga  Emma Kimiläinen en el Norisring, pero terminó la carrera del  Assen en el puesto 15 después de romperse el alerón delantero mientras intentaba pasar a Gosia Rdest. La carrera final en Brands Hatch resultó en un quinto lugar detrás del campeón de la serie Jamie Chadwick, pero el segundo lugar para Kimiläinen significó que Wohlwend cayó al sexto lugar en la clasificación.
Estaba programada para regresar al campeonato en  2020 antes de que fuera cancelada en respuesta a la pandemia de COVID-19.

### Carreras de resistencia
Wohlwend hizo su debut en  carreras de resistencia en la Serie VLN en 2019, compitiendo con VLN5 en la clase V4. No terminó la carrera después de un incidente en  Schwedenkreuz . Regresó al campeonato en  2021 en la categoría VT2, con su primera carrera cancelada debido a las nevadas y la segunda resultando en un cuarto lugar en la clase, seguida de un podio en NLS3. WS Racing la recogió para disputar las  2021 Nürburgring 24 Horas Carrera de clasificación en su  Audi R8 GT4 junto a Carrie Schreiner, Célia Martin y Laura Kraihammer - un reemplazo de último minuto para Pippa Mann y Christina Nielsen que no habían podido obtener las licencias correctas a tiempo. Después de una victoria en la categoría, impresionó el equipo - y conservaron a la piloto pero la trasladaron a su clase VT2  BMW 328i para la carrera de 24 horas después de que Mann y Nielsen cumplieran con sus requisitos de licencia, donde terminó novena en su clase después de que menos de la mitad de la carrera se corrió bajo banderas verdes debido a la lluvia torrencial y la niebla.

## Vida personal
Estadísticamente, Wohlwend es el piloto de carreras más exitoso de la historia de Liechtenstein. Además de ser una de los tres únicos pilotos de carreras profesionales de Liechtenstein, junto con  Frederick von Opel y Manfred Schurti, también tiene la mayor cantidad de largadas, pole position y victorias de cualquier piloto liechtensteiniano. La conductora de Schellenberg también ha sido nominada dos veces a la Deportista del Año de Liechtenstein, en 2018 y 2019.
Durante su carrera inicial, Wohlwend trabajó para la sucursal de Vaduz de  VP Bank con el fin de financiar sus carreras.

## Resumen de carrera
| Temporada | Categoría                                             | Equipo                    | Carreras     | Victorias    | Poles        | VR           | Podios       | Puntos       | Pos.         |
| --------- | ----------------------------------------------------- | ------------------------- | ------------ | ------------ | ------------ | ------------ | ------------ | ------------ | ------------ |
| 2016      | Campeonato de Italia de Fórmula 4                     | Aragón Racing DR Formula  | 20           | 0            | 0            | 0            | 0            | 0            | NC           |
| 2017      | Audi Sport TT Cup                                     | N/A                       | 13           | 0            | 0            | 0            | 0            | 97           | 11.ª         |
| 2017      | Ferrari Challenge Europa - Coppa Shell                | Octane126                 | 6            | 1            | 2            | 0            | 4            | 67.5         | 6.ª          |
| 2018      | Ferrari Challenge Europa - Trofeo Pirelli (Pro-Am)    | Octane126                 | 14           | 3            | 4            | 3            | 10           | 142          | 2.ª          |
| 2019      | W Series                                              | Hitech GP                 | 6            | 0            | 1            | 0            | 1            | 51           | 6.ª          |
| 2019      | Ferrari Challenge Europa - Trofeo Pirelli (Pro)       | Octane126                 | 6            | 0            | 0            | 0            | 0            | 40           | 7.ª          |
| 2019      | Campeonato de Resistencia de Nürburgring - Clase V4   | Jaco's Paddock Motorsport | 2            | 0            | 0            | 0            | 0            | 0            | NC           |
| 2020-21   | Ferrari Challenge Europa - Trofeo Pirelli (Pro)       | Octane126                 | 11           | 1            | 3            | 0            | 10           | 132          | 2.ª          |
| 2021      | W Series                                              | Bunker Racing             | 8            | 0            | 0            | 0            | 2            | 42           | 6.ª          |
| 2021      | Campeonato de Resistencia de Nürburgring - Clase VT2  | Adrenalin Motorsport      | 2            | 0            | 0            | 0            | 1            | 16.74        | 39.ª         |
| 2022      | W Series                                              | CortDAO W Series Team     | 7            | 0            | 0            | 0            | 0            | 32           | 10.ª         |
| 2022      | Campeonato de Resistencia de Nürburgring - Clase SP8T | WS Racing                 | 1            | 0            | 0            | 0            | 1            | ?            | ?            |
| 2022      | Indian Racing League                                  | Godspeed Kochi            | 6            | 0            | 0            | 0            | 2            | 92           | 6.ª          |
| 2023      | ADAC GT4 Alemania                                     | PROsport Racing           | 12           | 0            | 0            | 0            | 0            | 4            | 34           |
| 2023      | Campeonato de Resistencia de Nürburgring - Clase SP10 | PROsport Racing           | 1            | 0            | ?            | ?            | 1            | ?            | ?            |
| 2023      | Campeonato de Resistencia de Nürburgring - Clase SP8T | WS Racing                 | 1            | 0            | ?            | ?            | 1            | ?            | ?            |
| 2023      | Indian Racing League                                  | Godspeed Kochi            | ?            | ?            | ?            | ?            | ?            | ?            | ?            |
| 2024      | Campeonato de Resistencia de Nürburgring - Clase SP8T | WS Racing                 | 1            | 0            | ?            | ?            | 1            | ?            | ?            |
| 2024      | Indian Racing League                                  | Rarh Bengal Tigers        | Disputándose | Disputándose | Disputándose | Disputándose | Disputándose | Disputándose | Disputándose |
| Fuente:   |                                                       |                           |              |              |              |              |              |              |              |